# Liriomyza alyssi
Liriomyza alyssi este o specie de muște din genul Liriomyza, familia Agromyzidae, descrisă de Erich Martin Hering în anul 1960.
Este endemică în Germania. Conform Catalogue of Life specia Liriomyza alyssi nu are subspecii cunoscute.